# 1338年
| 千纪： | 2千纪 |
| 世纪： | 13世纪 \| 14世纪 \| 15世纪                                                                                 |
| 年代： | 1300年代 \| 1310年代 \| 1320年代 \| 1330年代 \| 1340年代 \| 1350年代 \| 1360年代                           |
| 年份： | 1333年 \| 1334年 \| 1335年 \| 1336年 \| 1337年 \| 1338年 \| 1339年 \| 1340年 \| 1341年 \| 1342年 \| 1343年 |
| 纪年： | 戊寅年（虎年）；元至元四年；越南開祐十年；日本南朝延元三年，北朝建武五年，曆應元年                         |

## 大事记
- 室町幕府建立，足利尊氏受任征夷大將軍。
- Fakhruddin Mubarak Shah建立Sonargaon王朝(1338-1352)，从德里苏丹国分离。
- 德里蘇丹國蘇丹穆罕默德·賓·圖格魯克派摩洛哥旅行者伊本·白圖泰作使者訪問元朝拜訪元順帝。
- 教宗本篤十二世派以Giovanni de' Marignolli為首的數十人的使團前往元朝。